# Rick Lockridge
Rick Lockridge, ps. Rocky (ur. 10 stycznia 1959 w Tacoma, zm. 7 lutego 2019 w Gloucester City) – amerykański bokser. W latach 1978–1992 stoczył łącznie 53 walki, z czego 44 były wygrane (w tym 36 przez nokaut), przegrał w 9. Jednym z jego najważniejszych osiągnięć w karierze bokserskiej było pokonanie w 1984 roku Rogera Mayweathera w walce o tytuł mistrza świata w boksie w wadze superpiórkowej; Lockridge utrzymał tytuł mistrza przez rok.
Wziął udział w programie Intervention. Pochodzące z tego programu nagranie (znane w internecie jako best cry ever), w którym Lockridge płakał, stało się wiralem internetowym.